# 穆紹
穆紹（480年—531年）字永業，中國南北朝時期北魏宜都丁公穆崇之後代。穆崇生宜都文成王穆觀，穆觀生宜都文宣王穆壽，穆壽生祖父宜都王穆平國。穆平國生父親頓丘郡開國公穆亮。

## 生平
穆紹承襲父親穆亮頓丘郡公爵位，尚琅邪長公主，拜駙馬都尉。後來曆任秘書監、侍中、衛將軍、太常卿、中書令、七兵殿中二尚書。穆紹伯父穆羆私通穆泰進行謀反之事遭受牽連，被免職，居父喪期間以孝聞名。期後又曆任衛大將軍、中書監、侍中，領本邑中正。
穆紹並無過人之才，而資性方重，罕見接待賓客，很少造訪別人。領軍元叉當權之時，曾造訪往穆紹家宅，紹只是迎送他下階。
及至靈太后意欲廢黜元叉，猶豫未決之時，穆紹贊成。以其功勳加特進、侍中。元順與穆紹同直，嘗因為宿醉入寢所。穆紹擁被而起，正色讓位於順曰：「老身二十年侍中，與卿先君亟連職事，縱使卿是後進，何宜相排突也！」遂謝事回家，詔喻乃起。除侍中，穆紹託疾未起，故可免河陰之害。
孝莊帝立，爾朱榮召見穆紹。穆紹認為必死無疑，所以哭辭家廟。及至與爾朱榮相見，捧手而不拜他。爾朱榮卻矯意禮待穆紹，顧謂眾人曰：「穆紹不虛作大家兒。」車駕入宮，尋授職尚書令、司空，進爵為王，給班劍四十人，仍加侍中。當時河南尹李獎往穆紹家宣詔。李獎以為穆紹乃同郡人，謂穆紹必然向他致敬。穆紹卻自恃封邑是獎賞國主，正坐以待，並不下跪。李獎憚忌其位聲望，致拜而還。議論者皆譏笑二人。未幾，降穆紹王位，複回本身爵位。
普泰元年（531年），除驃騎大將軍、開府、青州刺史，加都督。未曾起行而薨，贈大將軍、尚書令、太保，諡文獻。
子穆長嵩，字子嶽，襲穆紹爵位，位至光祿少卿。